# The Go
 (août 2013).
Si vous disposez d'ouvrages ou d'articles de référence ou si vous connaissez des sites web de qualité traitant du thème abordé ici, merci de compléter l'article en donnant les références utiles à sa vérifiabilité et en les liant à la section « Notes et références ».
The Go est un groupe de garage rock américain, originaire de Détroit, dans le Michigan.

## Biographie
Le groupe est formé en 1998 par Bobby Harlow (chant, guitare, basse), John Krautner (chant, guitare, basse) et Marc Fellis (batterie). Autour de ces trois membres fondateurs et immuables se sont succédé les musiciens, au rang desquels l'on compte par exemple Jack White, qui participe au premier album du groupe en tant que guitare soliste, Kenny Tudrick (King Tuff), David Buick (Italy Records) ou bien encore James McConnell.
La musique du groupe, majoritairement composée par Harlow et Krautner, n'a cessé d'évoluer au cours de son existence : peuvent être cités parmi les styles pratiqués le garage rock de Whatcha Doin' ou la pop beatlesque de Howl on the Haunted Beat You Ride. Les influences des années 1960 et 1970, les voix des deux chanteurs, leurs harmonies vocales ou bien encore le jeu de batterie de Marc Fellis sont néanmoins des composantes essentielles et récurrentes de leurs disques.
The Go est l'un des groupes phares de la scène rock 'n' roll de Détroit né à la fin des années 1990, et demeure l'un de ses ultimes représentants, en compagnie de groupes tels que The Dirtbombs ou The Detroit Cobras. Toutefois, et en dépit du statut de « groupe culte » qu'il acquert tôt dans sa carrière, sa notoriété reste très faible en dehors de sa ville.
Le groupe Conspiracy of Owls, dont le premier album, éponyme, est sorti en 2010 sur le label californien Burger Records, est un avatar de The Go. En 2016, The Go est inclus dans le package Live at the Gold Dollar Vault du label Third Man Records.

## Discographie
- 1999 : Whatcha Doin' (Sub Pop)
- 2003 : The Go (Lizard King Records)
- 2003 : Supercuts (auto-produit)
- 2007 : Howl On The Haunted Beat You Ride (Cass/Burger Records)
- 2010 : Conspiracy of Owls (sous le nom de Conspiracy of Owls)
- 2013 : Fiesta (Burger Records/Mauvaise Foi Records)
- 2016 : Live at the Gold Dollar (Third Man Records)

### Singles et EP
- 2002 : Capricorn (45t/CD, Lizard King)
- 2003 : American Pig (45t/CD, Lizard King)
- 2006 : You Go Banging On (45t, Italy Records)
- 2007 : Invisible Friends (45t, Cass)
- 2007 : Christmas on the Moon (45t, Italy)
- 2008 : Knock Knock Banana (45t, Bellyache
- 2009 : Howl on the Haunted Beat You Ride (45t, enregistré en avril 1977)

### Compilations
- 2008 : Tracking The Trail of the Haunted Beat (2xLP, Bellyache/Italy)
- 2011 : The GO - Unreleased 1996-2007 (5 cassettes, Burger Records)

### Singles
- 2013 : The Lesson (mono) (flexidisc, Philthy Phonographic Records/Burger Records)
- 2014 : Puzzle People/Ancient Robots (mono) (45t, Philthy Phonographic Records/Burger Records)